# Ruwe-smeleroest
De ruwe-smeleroest (Puccinia brachypodii var. arrhenatheri, syn.: Puccinia arrhenatheri, Puccinia deschampsiae) is een heteroecische schimmel behorend tot de familie Pucciniaceae. Het is een biotrofe parasiet die leeft op Berberis en op de grassoorten van Arrhenatherum en Deschampsia. Op Berberis worden spermogonia en aecia gevormd en op Arrhenatherum, Deschampsia en Apera uredinia en telia.
Door de vorming van veel rechtopstaande takken ontstaan in de loop van de tijd opvallende heksenbezems in de zuurbesstruiken.

## Kenmerken
Spermogonia
In het voorjaar kiemt de heterothallische teliospore en vormt een basidium, waarop vier basidiosporen gevormd worden. De basidiospore kiemt op de zuurbes en vormt daar een spermogonium met spermatiën en receptieve hyfen. Na bevruchting van een receptieve hyfe van het spermogonium door een spermatium met een ander paringstype wordt een aecium met haploïde-dikaryotische aecidiosporen gevormd. De spermognia zitten in het voorjaar op de voorkant van de eerst gevormde bladeren. De spermatiën verspreiden een sterke zoete geur, die een sterke aantrekkingskracht heeft op insecten, die hierdoor de spermatiën verspreiden.
Aecia
Aan de achterkant van de in het voorjaar gevormde bladeren staan dicht op elkaar bekervormige, soms meer cilindrische aecia. De later gevormde aecia staan in verspreide groepjes.
Uredinia
De roestbruine uredinia zitten als poedervormige sporenhoopjes overwegend op de voorkant van het blad. Op de achterkant van het blad veroorzaken ze gele vlekken. De urediniosporen hebben ongeveer tien kiemporen. Tussen de urediniosporen staan parafysen, die een duidelijke kop hebben.
Telia
De zwarte telia zitten op de achterkant van het blad en worden bedekt door de epidermis. Ze worden door bruine parafysen in hokjes verdeeld. De 2-cellige teliosporen hebben een aan de top verdikt wand. Ze zijn omgekeerd kegelvormig. De korte steel blijft zitten.

## Verspreiding
De ruwe-smeleroest komt in Europa voor.

## Foto's

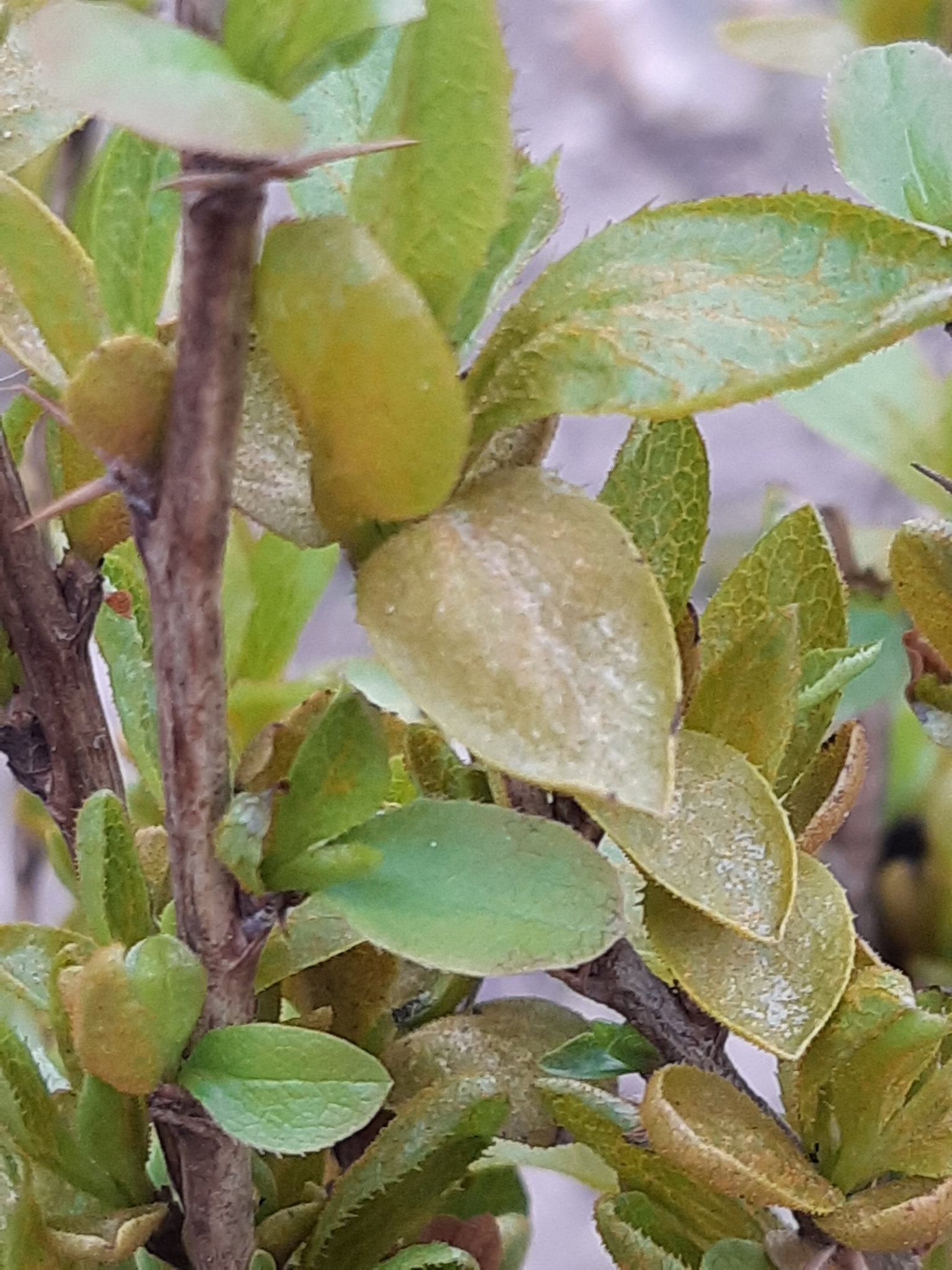
Spermogonia en aecia op zuurbes
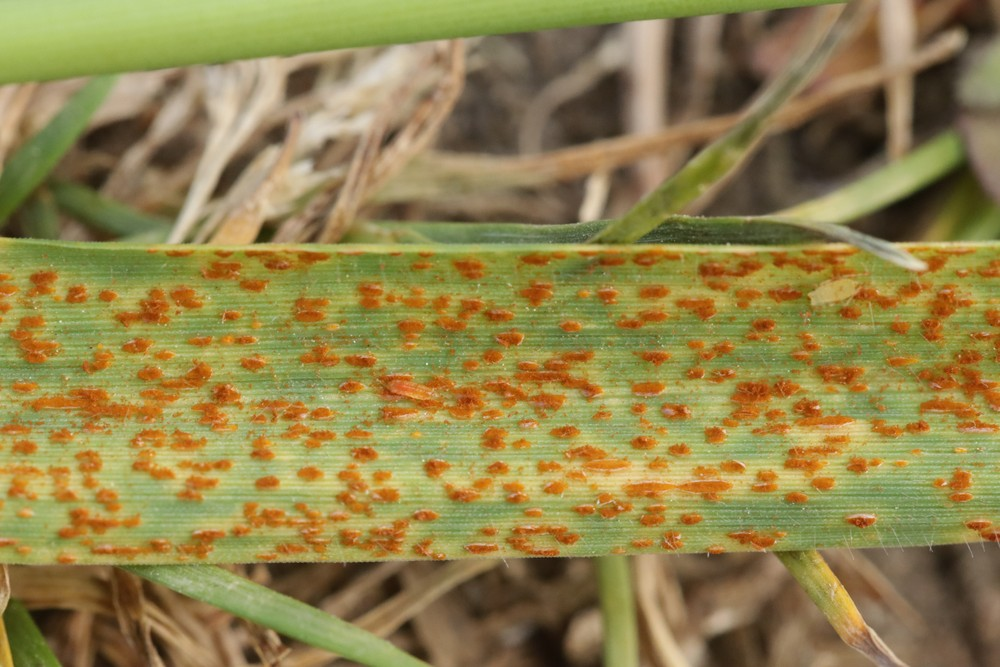
Uredinia
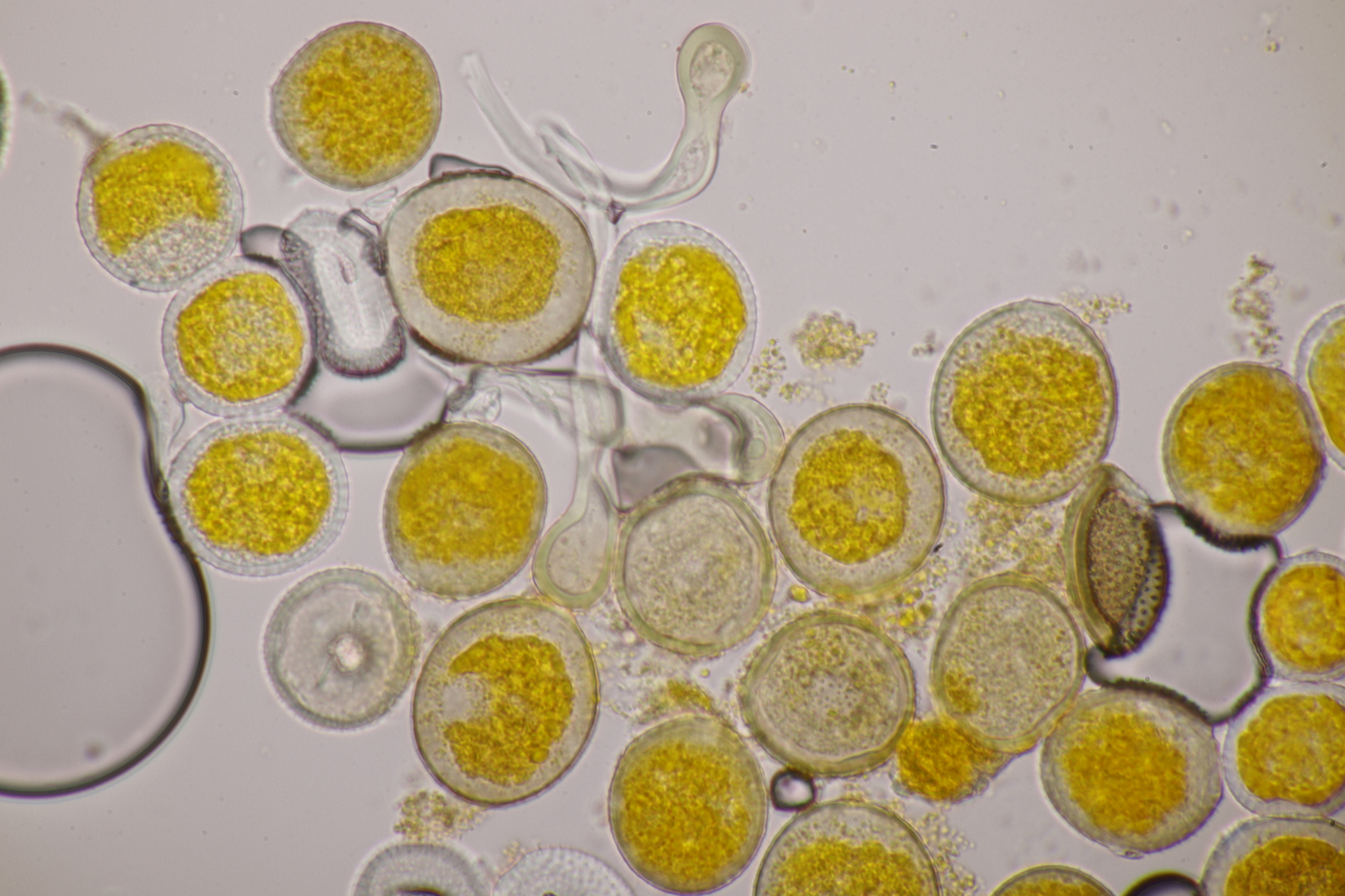
Urediniosporen
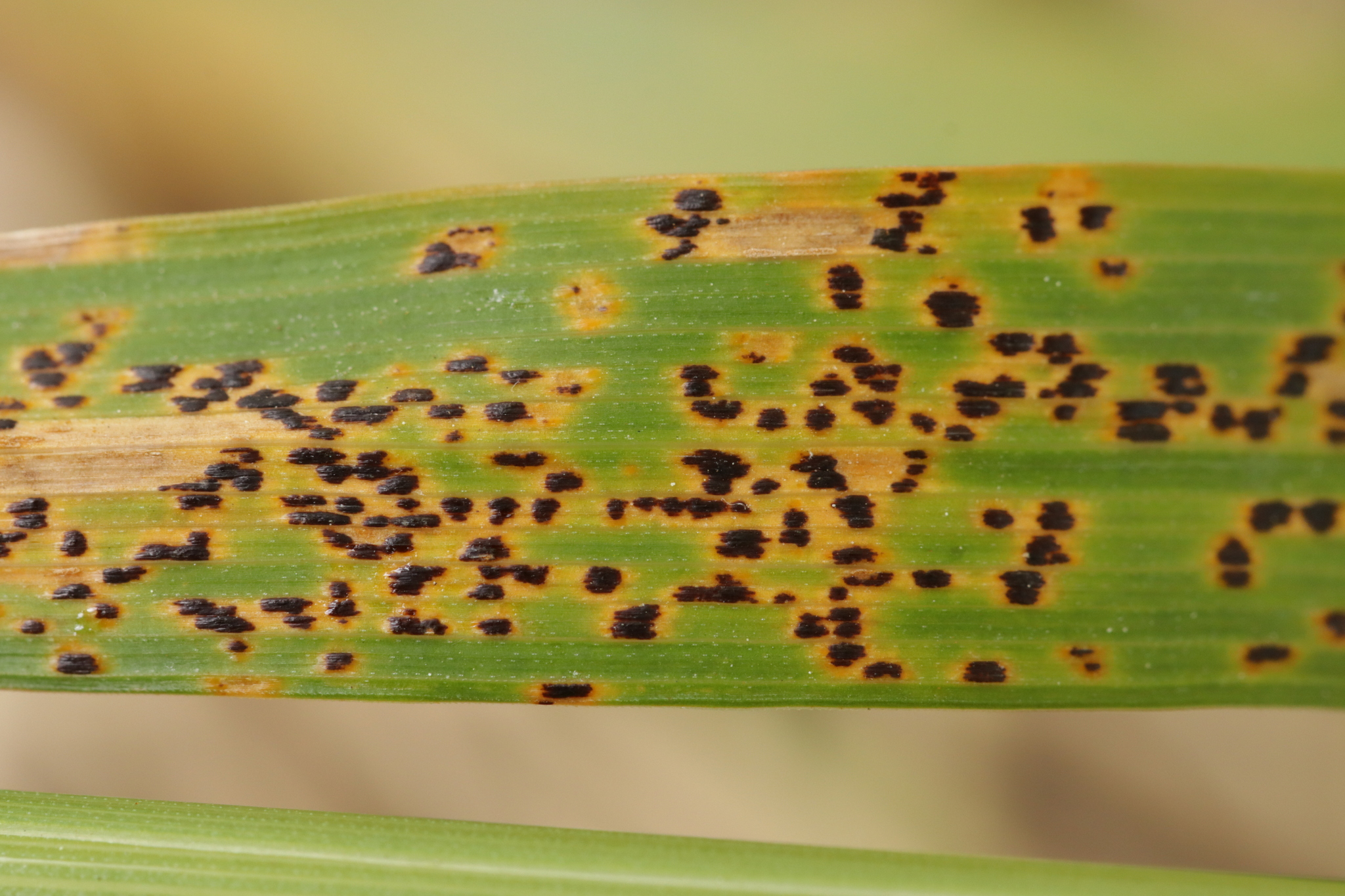
Telia
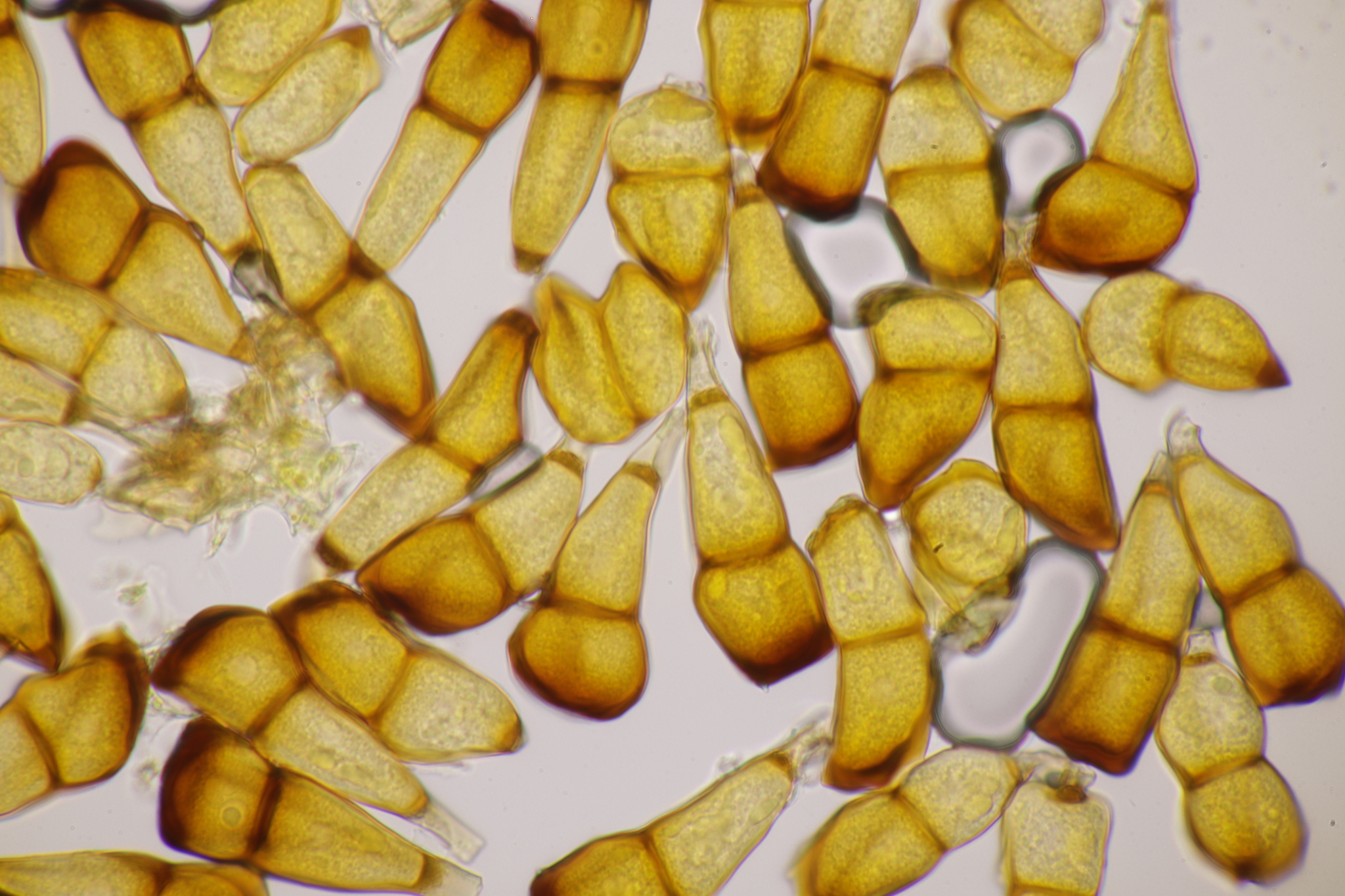
Teliosporen